# Burczyce Nowe
Burczyce Nowe – wieś na Ukrainie w rejonie samborskim należącym do obwodu lwowskiego.